# Геммелл, Дин
Дин Ге́ммелл (англ. Dean Gemmell; род. 27 августа 1967, Норт-Ванкувер, Британская Колумбия) — американский (до того канадский) кёрлингист и писатель.
В составе команды США участник чемпионата мира среди мужчин 2012. Чемпион США среди мужчин (2012). Когда до начала 1990-х проживал в Канаде — участник чемпионата Канады среди мужчин 1988 в составе команды Квебека (заняли 8-е место).
Вместе с Джоном Моррисом автор учебника по кёрлингу Fit to Curl, Sport Specific Training for the World's Greatest Game (ISBN 0981308600 и ISBN 9780981308609), а также нескольких других книг как по обучению кёрлингу, так и по другим тематикам.
В 2005—2017 создатель и ведущий подкаста «Кёрлинг-шоу» (англ. The Curling Show). Подкаст выходил несколько раз в месяц, общий объём вещания составляет более 100 часов, включает в себя более 250 интервью с кёрлингистами, тренерами, спортивными функционерами и другими людьми, ведущими деятельность вокруг кёрлинга.

## Достижения
- Чемпионат США по кёрлингу среди мужчин: золото (2012).
- Американский олимпийский отбор по кёрлингу: бронза (2013).
- Континентальный Кубок по кёрлингу (в составе команды Северной Америки): золото (2013).
- Чемпионат США по кёрлингу среди смешанных команд: бронза (2007).

## Команды
| Сезон                                          | Четвёртый        | Третий          | Второй        | Первый          | Запасной                                 | Турниры                         |
| ---------------------------------------------- | ---------------- | --------------- | ------------- | --------------- | ---------------------------------------- | ------------------------------- |
| Канада                                         |                  |                 |               |                 |                                          |                                 |
| 1987—88                                        | Lawren Steventon | Pete Gawel      | Marco Ferraro | Дин Геммелл     | Malcolm Turner                           | ЧК 1988 (8 место)               |
| США                                            |                  |                 |               |                 |                                          |                                 |
| 2008—09                                        | Мэтт Хэймс       | Matt Mielke     | Билл Стопера  | Дин Геммелл     |                                          |                                 |
| 2009—10                                        | Мэтт Хэймс       | Билл Стопера    | Мартин Сатер  | Дин Геммелл     |                                          | ЧСШАМ 2010 (4 место)            |
| 2010—11                                        | Хит Маккормик    | Билл Стопера    | Мартин Сатер  | Дин Геммелл     |                                          | ЧСШАМ 2011 (4 место)            |
| 2011—12                                        | Хит Маккормик    | Билл Стопера    | Мартин Сатер  | Дин Геммелл     | Крейг Браун (ЧМ) тренер: Мэтт Хэймс (ЧМ) | ЧСШАМ 2012 · ЧМ 2012 (8 место)  |
| 2012—13                                        | Хит Маккормик    | Билл Стопера    | Мартин Сатер  | Дин Геммелл     |                                          | ККК 2013 · ЧСШАМ 2013 (4 место) |
| 2013—14                                        | Хит Маккормик    | Билл Стопера    | Дин Геммелл   | Мартин Сатер    |                                          | АООК 2013                       |
| 2013—14                                        | Тайлер Джордж    | Билл Стопера    | Дин Геммелл   | Мартин Сатер    |                                          | ЧСШАМ 2014 (6 место)            |
| 2014—15                                        | Дин Геммелл      | Билл Стопера    | Кельвин Вебер | Мартин Сатер    |                                          |                                 |
| 2014—15                                        | Дин Геммелл      | Билл Стопера    | Мартин Сатер  | Mark Lazar      |                                          | ЧСШАМ 2015 (5 место)            |
| 2015—16                                        | Хит Маккормик    | Билл Стопера    | Дин Геммелл   | Mark Lazar      | Эндрю Стопера                            | ЧСШАМ 2016 (10 место)           |
| 2016—17                                        | Билл Стопера     | Дин Геммелл     |               | Mark Lazar      |                                          |                                 |
| 2017—18                                        | Билл Стопера     | Дин Геммелл     | Michael Moore | Mark Lazar      |                                          |                                 |
| 2018—19                                        | Крейг Браун      | Билл Стопера    | Дин Геммелл   | Mark Lazar      |                                          |                                 |
| Кёрлинг среди смешанных команд (mixed curling) |                  |                 |               |                 |                                          |                                 |
| 2006—07                                        | Scott Edie       | Janice Langanke | Дин Геммелл   | Jennifer Kungle | Tanya Jacobson                           | ЧСШАСК 2007                     |

(скипы выделены полужирным шрифтом)

## Частная жизнь
Родился и вырос в Канаде, в начале 1990-х переехал в США.
Женат, четверо детей.
Окончил Университет Макгилла в Монреале.
Начал заниматься кёрлингом в 1978, в возрасте 11 лет.